# Nyssodrysternum striatellum
Nyssodrysternum striatellum är en skalbaggsart som först beskrevs av Friedrich F. Tippmann 1960.  Nyssodrysternum striatellum ingår i släktet Nyssodrysternum och familjen långhorningar. Inga underarter finns listade i Catalogue of Life.